# Alfred (wieś)
Alfred – wieś w Stanach Zjednoczonych, w stanie Nowy Jork, w hrabstwie Allegany.